# Oxyopes bedoti
Oxyopes bedoti là một loài nhện trong họ Oxyopidae.
Loài này thuộc chi Oxyopes. Oxyopes bedoti được Roger de Lessert miêu tả năm 1915.